# クイックEマート

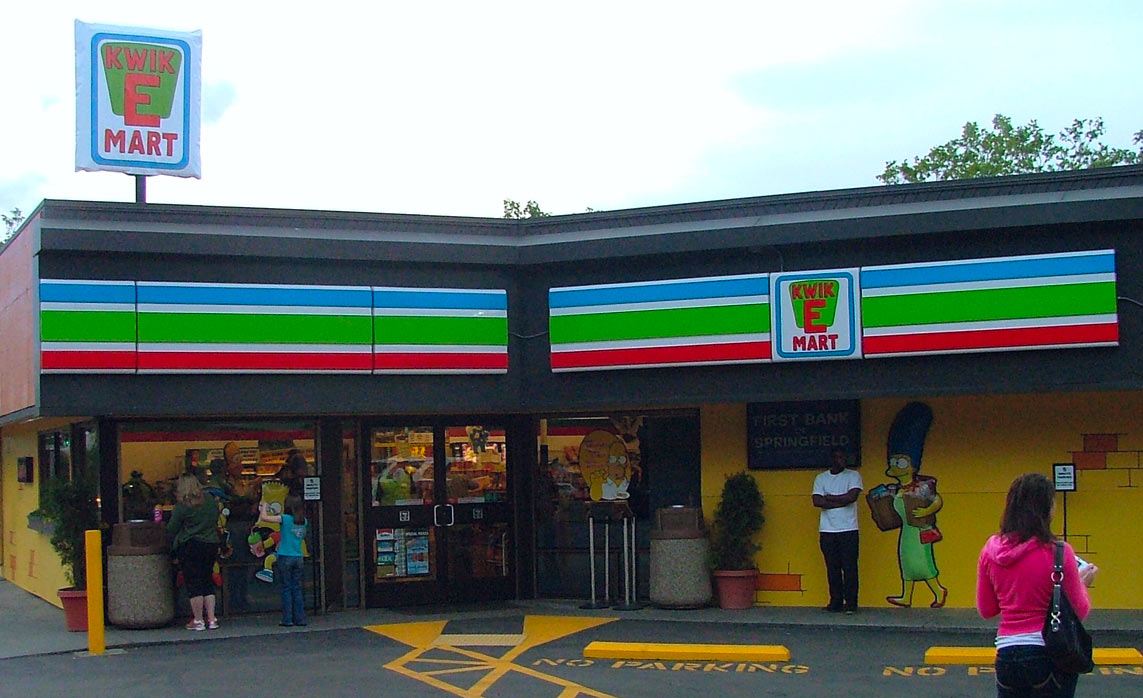
クイックEマート型のセブン-イレブンの店舗（2007年6月1日、シアトル）

クイック・E・マート（英: Kwik-E-Mart）とは米国のアニメ作品、ザ・シンプソンズに登場する架空のコンビニエンスストアである。作中ではクイックイーマートと呼ばれることが多いが、クイッキーマートと呼ばれることもある。

## 作中での設定
ガソリンスタンドを併設した24時間営業のコンビニエンスストアであり、経営者はインド移民のアプー・ナハサピーマペティロン、唯一の従業員はインド移民でアープーの弟のサンジェイ。チェーン本部はインドの仙境に位置している。
ホーマー・シンプソンは一時期アルバイト店員として働いていた事がある。ガソリンスタンドを設置したこともあるが、その初日にスキナー校長が復帰した軍隊の基地から飛んできた砲弾によって粉々に吹っ飛んでしまった。

### 作中での取り上げられ方
ジンボやカーニーら不良たちのたまり場でしょっちゅう万引きされており、バート・シンプソンやミルハウスら子供たちもよく店内で遊んでいる。またスネークが頻繁に強盗に入っており、ときには店ごと盗まれることもある。しかし、万引き犯には厳しくマージ・シンプソンを告訴して逮捕された。屋上にハーブガーデンがあり、ポール・マッカートニーとリンダ・マッカートニー夫婦が訪米したときには必ず立ち寄る。他にもエルトン・ジョンが演奏したこともある。

### 商品
- ノンアルコールビールを販売しているが、売れたことは一度もない。
- 賞味期限はアプーによって書き換えられるが、被害に遭うのはたいていホーマー・シンプソン[2][4]。
- ホットドッグなど販売されているスナックはベジタリアンでも食べられるように豆腐を原料とするなど工夫されている。
- 名物のドリンク、スクィーシーは赤と青の2種類。スーパースクィーシーというバリエーションもあり、それにかかっている緑色のシロップのみを大量摂取するとシュガーハイになる[5]。

## モデルとなった店舗と展開
モデルとなったのはセブンイレブンで、2007年にザ・シンプソンズ_MOVIEの公開に合わせテキサス州ダラスやワシントン州シアトルに実店舗が期間限定で開店。

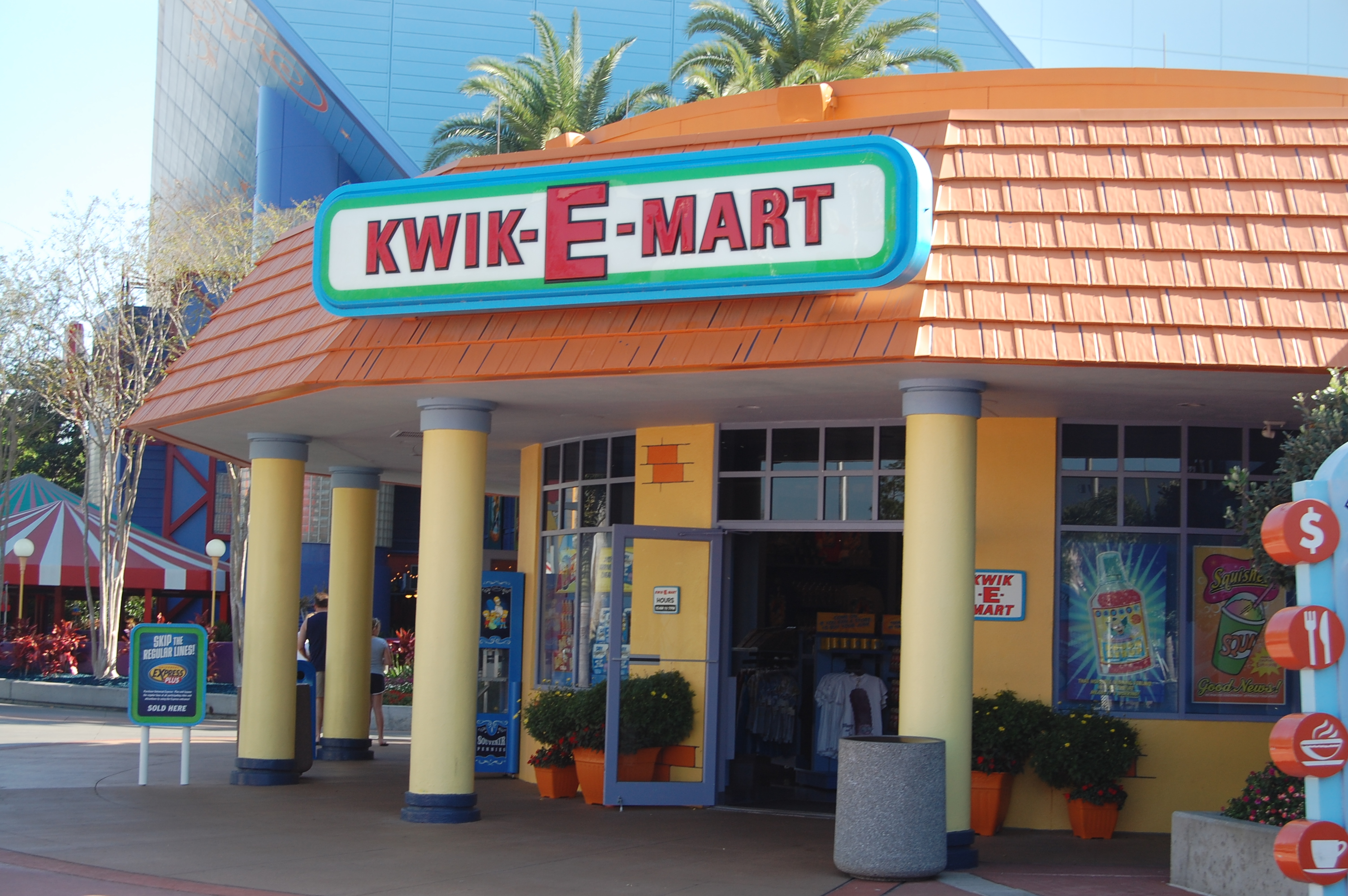
ユニバーサル・スタジオ・フロリダの土産物店

2007年10月17日、ユニバーサル・スタジオ・フロリダにクイックEマートを模した土産物屋が開店した。それからしてハリウッドのユニバーサルスタジオにもオープンした。どちらの土産物屋も、2008年春にオープンしたザ・シンプソンズをテーマにしたアトラクションの一環として、バック・トゥ・ザ・フューチャーの土産物屋の跡に建てられたものである。
いずれの店舗もシンプソンズに関連したグッズやスクィーシーやダフビール、モーの栄養ドリンクなどを発売している。